# Allium furkatii
Allium furkatii — вид трав'янистих рослин родини амарилісові (Amaryllidaceae), ендемік Узбекистану.

## Опис
Цибулини вузько яйцеподібні, ≈ діаметром 5–7 мм, завдовжки 1.5–2 см, вкриті жовтувато-коричневими сітчастими оболонками. Стеблина циліндрична випростана, завдовжки 20–40 см, діаметром 2–3(4) мм, гладка, зелена. Листові пластини субциліндричні, пізніше півциліндричні, завдовжки 15–25 см, шириною 1–2 мм, шорсткі від коротких війок на полях і частково уздовж поздовжніх ребер нижньої сторони; яскраво зелені. Суцвіття щільне. Квітки дзвінчасті, при повному цвітінні трикутної-воронкоподібної форми. Листочки оцвітини 6–7 мм завдовжки, рожева з пурпуровою серединною жилкою, зовнішні чашолистки ≈ 2 мм завширшки, внутрішні чашолистки ≈ 1.5 мм шириною. Пиляки довгасті, ≈ 1 мм завдовжки і 0.5 мм ширини, пурпурні. Пилок жовтуватий. Коробочка широко грушоподібно-трикутна, діаметром 4–5 мм.

## Поширення
Ендемік Узбекистану.
Західний хребет Чаткал, сухі та скелясті схили.